# William Eklund
William Eklund (Haninge, Suecia, 12 de octubre de 2002) es un jugador profesional sueco de hockey sobre hielo que se desempeña en la posición de extremo izquierdo en San Jose Sharks, equipo de la National Hockey League (NHL).

## Carrera
Fue seleccionado en la primera ronda en la NHL Entry Draft de 2021. Hizo su debut profesional con el equipo San Jose Sharks, donde lleva jugando tres temporadas.